# باردومیانو ویوروس
باردومیانو ویوروس (اسپانیایی: Bardomiano Viveros‎؛ زادهٔ ۱۰ ژانویهٔ ۱۹۵۱) بازیکن فوتبال اهل مکزیک بود.
از باشگاه‌هایی که در آن بازی کرده‌است می‌توان به باشگاه فوتبال کروز آزول اشاره کرد.
وی همچنین در تیم ملی فوتبال مکزیک بازی کرده‌است.
وی در مسابقات کشوری و بین‌المللی در مجموع برندهٔ ۱ مدال طلا شده‌است.